# Microstigmata longipes
Espèce
Synonymes
- Microstigma longipes Lawrence, 1938

Microstigmata longipes est une espèce d'araignées mygalomorphes de la famille des Microstigmatidae.

## Distribution
Cette espèce est endémique d'Afrique du Sud. Elle se rencontre au KwaZulu-Natal et dans l'Est du Cap-Oriental,.

## Description
Le mâle holotype mesure 7 mm et la femelle paratype 6,7 mm.
Les mâles mesurent de 8,27 à 10,93 mm et les femelles de 7,73 à 12,67 mm.

## Publication originale
- Lawrence, 1938 : A collection of spiders from Natal and Zululand. Annals of the Natal Museum, vol. 8, no 3, p. 455–524 (texte intégral).